# ليفربول موسم 2012–13
كان موسم 2012–13 هو الموسم الـ121 في تاريخ نادي ليفربول لكرة القدم، والعام الحادي والخمسين على التوالي في الدوري الإنجليزي الممتاز.
بفضل فوزه بكأس رابطة الأندية الإنجليزية المحترفة 2011–12، تأهل ليفربول تلقائيًا للمشاركة في الدوري الأوروبي 2012–13، وبالتالي ضمان العودة الفورية إلى المنافسة الأوروبية.
شهد الموسم التحضيري تغييرًا للمدير الفني لفريق ليفربول، حيث غادر كيني دالغليش في 16 مايو 2012.  تم الكشف عن بريندان رودجرز كبديل له في 1 يونيو 2012.  احتل ليفربول المركز السابع في الدوري الإنجليزي الممتاز، متقدما بفارق مركز واحد وتسع نقاط عن موسم 2011–13. وبحسب قائمة فوربس لأغلى أندية كرة القدم التي نشرت في أبريل 2013، احتل ليفربول المركز العاشر بين أندية كرة القدم الأكثر قيمة في العالم.